# Alessandra Kersevan
Alessandra Kersevan (Monfalcone, 18 dicembre 1950) è una saggista e editrice italiana, specializzata in storia e cultura del Friuli-Venezia Giulia e del confine orientale nella prima metà del XX secolo.
Sulla scorta dei lavori di Teodoro Sala ed Enzo Collotti, fa parte di quel gruppo di storici che a partire dagli anni novanta del XX secolo ha intrapreso ricerche sui crimini di guerra italiani.
I suoi studi in tale settore si sono concentrati prevalentemente sulle attività del Regio Esercito nel teatro bellico jugoslavo e sui campi di internamento per civili jugoslavi.
Dal 2012 fa inoltre parte del comitato scientifico e artistico della onlus Coordinamento Nazionale per la Jugoslavia, associazione che ha come punti di riferimento ideali e politico-culturali la Jugoslavia socialista e il suo fondatore Tito.
Alle citate ricerche Kersevan ha abbinato una continua attività in conferenze e dibattiti, dedicati in modo particolare ai temi relativi alle foibe e all'esodo giuliano dalmata.
A causa di dette attività Kersevan è frequentemente oggetto di critiche e contestazioni da parte di storici accademici, associazioni legate al mondo degli esuli istriani, esponenti politici di destra e movimenti neofascisti come CasaPound e Forza Nuova, nonché di minacce e tentativi violenti di interruzione delle sue conferenze da parte di militanti di estrema destra.

## Biografia
Laureata in filosofia nel 1974 con una tesi in storia contemporanea sul Partito Comunista Italiano nella Resistenza (relatore Enzo Collotti), fu insegnante di lettere nelle scuole medie fino ai primi anni novanta.
Si dedica dal 1992 alla stesura di saggi storici sulle questioni di confine tra Italia e Jugoslavia, in particolare per quanto riguarda l'occupazione fascista di Croazia e Slovenia, l'eccidio di Porzûs e i campi di concentramento per slavi.
Ha costituito a Udine un gruppo di lavoro chiamato "Resistenza storica" facente riferimento a Kappa Vu, casa editrice di sua proprietà specializzata in analisi storiche sui fatti friulani e giuliani tra le guerre e in testi in lingua friulana.
Alle attività di ricerca abbina quelle di cantante in gruppi jazz-popolari, assieme al marito e ad altri artisti, essendo una dei fondatori del Canzoniere di Aiello, gruppo canoro nato negli anni settanta.
Il gruppo si propone principalmente di riscoprire la musica locale popolare, partigiana e di rivolta, con particolare attenzione alla messa in musica dei versi dei poeti friulani.
È stata candidata alle elezioni europee del 1999 con il Partito della Rifondazione Comunista nella circoscrizione dell'Italia nord-orientale, senza essere eletta.

### Lo studio sul vescovo Nogara
La sua prima opera, scritta in collaborazione con lo scrittore e ricercatore Pierluigi Visintin (Che il mondo intero attonito sta, del 1992), descrive la figura dell'arcivescovo di Udine Giuseppe Nogara, ritenuto contiguo e fiancheggiatore del fascismo nella sua opera di oppressione delle minoranze slovene e croate che vivevano nelle terre di confine annesse all'Italia dopo la prima guerra mondiale.

### Gli studi sui crimini di guerra italiani
Altre opere hanno riguardato il comportamento delle truppe italiane nei territori occupati in Jugoslavia durante la seconda guerra mondiale e il ruolo della polizia fascista e dei suoi fiancheggiatori civili nel rastrellamento e la repressione di resistenti, sia italiani che jugoslavi, nonché le vicende degli jugoslavi internati nei lager sparsi lungo il territorio italiano (Lager italiani, del 2008).
L'opera di Kersevan ha contribuito a mettere in luce questo tema, non affrontato dalla storiografia italiana per decenni.
Kersevan è inoltre autrice del più ampio studio monografico sul Campo di concentramento di Gonars nel quale, sempre durante il secondo conflitto mondiale, furono rinchiusi migliaia di sloveni e croati, cinquecento dei quali trovarono la morte per fame o malattie (Un campo di concentramento fascista: Gonars 1942-1943, del 2003).

### Lo studio sull'eccidio di Porzûs
Kersevan ha affrontato, sia in un'opera scritta (Porzûs. Dialoghi sopra un processo da rifare, 1995) che in dibattiti pubblici, l'eccidio di Porzûs, riguardo al quale sostiene che la responsabilità non è imputabile né ai gappisti che materialmente assaltarono un comando di partigiani bianchi delle Brigate Osoppo il 7 febbraio 1945, né tantomeno ai partigiani comunisti sloveni, ritenuti da buona parte degli storici italiani i mandanti dell'operazione.
Tra gli autori che hanno in vario modo contribuito a questa ricostruzione dei fatti, o l'hanno fatta propria almeno in senso generale, sono da ricordare Elena Aga Rossi, Alberto Buvoli, Marina Cattaruzza, Sergio Gervasutti, Tommaso Piffer, Raoul Pupo e altri.
Kersevan afferma altresì che nelle estreme propaggini nordorientali d'Italia si sarebbero saldati gli interessi degli angloamericani, degli osovani anticomunisti, della chiesa locale e dei fascisti della Xª MAS contro i comunisti del IX Korpus sloveno e delle brigate garibaldine che operavano in zona.
Il successivo processo, nel corso del quale i gappisti furono condannati a pesanti pene detentive, fu in realtà, ancora secondo Kersevan, una montatura creata ad arte da un variegato fronte politico-giudiziario reazionario e in sostanziale continuità col regime fascista, il che costrinse alla fuga in Jugoslavia e in altri Paesi socialisti quella che Kersevan chiama «la meglio gioventù».
Secondo Kersevan la vicenda di Porzûs «è stato uno dei miti fondanti del ceto politico dominante» in Friuli-Venezia Giulia, mentre a partire dagli anni novanta del XX secolo è stata sfruttata a livello nazionale all'interno di un processo di «convergenza destra-sinistra tesa a ricostruire un immaginario condiviso anticomunista».

### Pubblicazioni didattiche in friulano
Ulteriore attività di Alessandra Kersevan è quella di autrice ed editrice di libri per l'infanzia in friulano, accompagnati da materiali musicali tradizionali o di nuova composizione.

### Gli interventi pubblici su foibe ed esodo
Benché non direttamente autrice di opere sui massacri delle foibe e sull'esodo giuliano dalmata, in quanto curatrice del gruppo di lavoro "Resistenza Storica" partecipa regolarmente a incontri pubblici su tali temi, riproponendo le tesi degli studiosi da lei coordinati.
Kersevan, rifacendosi principalmente ai testi della ricercatrice Claudia Cernigoi, afferma che gli infoibamenti sono stati teorizzati dagli italiani fin dall'immediato primo dopoguerra e messi in opera per primi da apparati della Repubblica Sociale Italiana.
Secondo Kersevan nelle foibe «non sono finite donne e bambini, i profili di coloro che risultano infoibati sono quasi tutti di adulti compromessi con il fascismo, per quanto riguarda le foibe istriane del '43, e con l'occupatore tedesco per quanto riguarda il '45. I casi di alcune donne infoibate sono legati a fatti particolari, vendette personali, che non possono essere attribuiti al movimento di liberazione», mentre l'attenzione dedicata a questi eventi «è funzionale alla criminalizzazione della resistenza jugoslava che fu la più grande resistenza europea».
Sempre secondo Kersevan gli studiosi delle foibe italiani - da lei definiti «foibologi» - sono «tutti esponenti della destra più estrema».
Rifacendosi a Cernigoi, Kersevan contesta l'esistenza stessa di omicidi di massa nella foiba di Basovizza, in cui secondo il suo gruppo di lavoro non avvenne alcunché e quanto si commemora è solo una falsa memoria frutto di propaganda.
Kersevan ritiene altresì necessario che la storiografia riveda il concetto di «italiani brava gente» e investighi maggiormente sui numerosi crimini di guerra italiani in più zone di conflitto, dal fronte orientale al Nordafrica.

## Critiche e polemiche

### Sul vescovo Nogara
Lo studio su Nogara era in contrasto con l'unica monografia all'epoca esistente sul vescovo a opera di Abramo Freschi.
Paolo Blasina, ricercatore dell'istituto regionale per la Storia del Movimento di Liberazione nel Friuli - Venezia Giulia, definì lo studio di Kersevan una «ricostruzione polemic[a]», «parzial[e] e dichiaratamente schierat[a]». Lo storico Mimmo Franzinelli definì tale studio «pamphlet».
L'ex partigiano osovano e politico democristiano Antonio Comelli aveva a sua volta definito il saggio su Nogara un'«operazione ignobile», venendo di conseguenza querelato dal marito di Kersevan, comproprietario all'epoca della casa editrice Kappa Vu.

### Su Porzûs
Nel corso di un dibattito all'interno della manifestazione èStoria a Gorizia, il 19 maggio 2012 Kersevan si unì a una contestazione pubblica contro Paolo Mieli, che aveva affermato l'inesistenza di casi di partigiani comunisti uccisi da analoghi cattolici, a differenza di quanto accaduto a Porzûs.
Mieli prese atto della precisazione e comunque stigmatizzò il «lungo silenzio dei comunisti» sulla vicenda.
Il 29 maggio successivo, in occasione della cerimonia di scopertura a Faedis di una targa in memoria dei partigiani osovani uccisi, Kersevan pubblicò una lettera aperta a Giorgio Napolitano, all'epoca presidente della Repubblica e presente alla cerimonia.
Reputando il processo ai partigiani comunisti «finalizzato precisamente alla messa fuori legge del partito comunista sotto l'accusa di "tradimento della patria"», accusò gli osovani di «comportamenti di intesa con il nemico nazifascista» e chiese l'istituzione di una commissione storica «onde arrivare a una ricostruzione il più possibile obiettiva della vicenda» per «arrivare finalmente […] alla riabilitazione di molti di quei partigiani che furono ingiustamente condannati».
Tale lettera fu criticata dall'ex senatore democristiano Lucio Toth, vicepresidente della federazione degli esuli e presidente onorario dell'Associazione Nazionale Venezia Giulia e Dalmazia, che la definì «un insulto a tutti i combattenti partigiani delle Brigate Osoppo, ai loro caduti nella lotta di Liberazione e alle loro famiglie».

### Su foibe ed esodo
In occasione del voto con cui l'Italia ratificava l'ammissione della Croazia all'Unione europea (28 febbraio 2012) lo storico Paolo Simoncelli, dalle colonne del quotidiano cattolico Avvenire, criticò la rapidità di ratifica e denunciò quella che a suo dire era debolezza del governo di fronte a questioni rimaste aperte riguardo alle minoranze linguistiche italiane in Croazia, arrivando a criticare la Rai per avere invitato la «"negazionista"» Alessandra Kersevan a Porta a Porta del 10 febbraio precedente in concomitanza con il giorno del ricordo.
Kersevan respinge ogni accusa di negazionismo, evidenziando in particolare la grande mole di pubblicazioni sul tema della sua casa editrice.
Le sue tesi sono criticate come «giustificazioniste» dallo storico e giornalista Gianni Oliva.
Secondo lo storico Alessandro Campi, dell'Università di Perugia, quelle di Kersevan «sono posizioni quantomeno "controverse"» e Kersevan stessa «è tecnicamente una revisionista di estrema sinistra (esattamente come esistono, tecnicamente, i revisionisti di estrema destra dell'Olocausto)».
La sua presenza in celebrazioni del giorno del ricordo (10 febbraio) come relatrice fu oggetto di contestazione.
Ospite in Rai alla trasmissione di Bruno Vespa Porta a Porta del 13 febbraio 2012, mise in evidenza l'erronea attribuzione di una foto ai fatti delle foibe: essa invece ritraeva la fucilazione di cinque sloveni a opera di soldati italiani, avvenuta nel villaggio di Dane il 31 luglio 1942 (fotografia peraltro nota fin dal primissimo dopoguerra, tanto che sono noti anche i nomi dei cinque fucilati).
Nonostante la foto raffigurasse effettivamente quest'ultimo episodio, Kersevan fu apostrofata dal senatore del Popolo della Libertà Maurizio Gasparri, presente anch'egli in trasmissione, come propagandista del KGB sovietico; nel corso della stessa trasmissione Kersevan affermò che la memoria delle foibe fosse stata creata ad arte nel dopoguerra per screditare il movimento partigiano.
Peraltro, nei giorni seguenti il quotidiano Libero le attribuì falsamente alcune affermazioni.
A febbraio 2013 un convegno organizzato dai collettivi studenteschi all'Università di Verona intitolato Foibe: tra mito e realtà e che vedeva Kersevan tra i relatori provocò violente contestazioni da parte di associazioni di destra e di quelle dei profughi istriani, e lo stesso sindaco di centrodestra di Verona Flavio Tosi fece pressioni contro di esso; il convegno fu poi sospeso dal rettore Alessandro Mazzucco per asseriti motivi di sicurezza, dopo che lo stesso ne aveva valutata «l'inopportunità» essendo stato organizzato a ridosso del Giorno del ricordo. In tale occasione Maurizio Zangarini, presidente dell'Istituto per la storia della Resistenza e l'età contemporanea di Verona e docente di Storia contemporanea nell' Università di quella città  così si espresse su Alessandra Kersevan: "Più che negazionista potremmo definirla "riduzionista": sostiene un uso politico della storia da parte della Destra, ritiene che la giornata del ricordo per le foibe sia stata creata per pareggiare il conto con la giornata in memoria della Shoah, tesi con cui concordo. Ma di certo esagera nel ridurre il dramma delle foibe a poca cosa: atteggiamento eccessivo e non al servizio di una ricerca storiografica seria".
L'incontro si tenne lo stesso presso un'aula dell'Università, ma fu interrotto violentemente da militanti di estrema destra che lanciarono fumogeni in aula.
Rifondazione Comunista successivamente condannò l'accaduto ed espresse la propria solidarietà alla studiosa.
Nel febbraio 2021 è stata pubblicata un'intervista a Eric Gobetti (storico pur avverso alle tesi prevalenti nel discorso pubblico italiano su foibe ed esodo e anch'egli accusato più volte di negazionismo, riduzionismo e giustificazionismo) in cui egli criticava come «fortemente ideologica» la posizione di Claudia Cernigoi e Alessandra Kersevan. Dopo le proteste delle due autrici, in una precisazione pubblicata sullo stesso quotidiano pochi giorni dopo Gobetti ha affermato: «Nell'articolo [...] appaiono alcune affermazioni circa le colleghe Claudia Cernigoi e Alessandra Kersevan, a me attribuite, che credo siano il frutto di un equivoco». In tale precisazione Gobetti ha asserito, inoltre, che la sua critica era riferita «esclusivamente alle modalità comunicative utilizzate dalle colleghe e non al lavoro di ricerca scientifica», sul quale ha dichiarato di aver «sempre espresso la massima stima».
Accuse di negazionismo ad Alessandra Kersevan sono state rivolte anche dall'amministrazione di centrodestra del comune di Vicenza, che a febbraio del 2022 revocò la concessione di una sala pubblica per una conferenza sul tema delle "complesse vicende del confine orientale", cui avrebbe partecipato la studiosa.

## Pubblicazioni

### Storia
- Alessandra Kersevan e Pierluigi Visintin, Che il mondo intero attonito sta. Giuseppe Nogara. Luci e ombre di un arcivescovo 1928-1945, Udine, KappaVu, 1992.
- Alessandra Kersevan, Porzûs. Dialoghi sopra un processo da rifare, Udine, KappaVu, 1995, ISBN 8889808756.
- Alessandra Kersevan, Un campo di concentramento fascista. Gonars (1942-1943), Udine, KappaVu - Comune di Gonars, 2003, ISBN 8889808705.
- Alessandra Kersevan, Lager italiani. Pulizia etnica e campi di concentramento fascisti per civili jugoslavi 1941-1943, Roma, Nutrimenti, 2008, ISBN 8888389946.
- Alessandra Kersevan (a cura di), Da Sanremo alle foibe. Spunti di riflessione storica e culturale sullo spettacolo Magazzino 18, Udine, KappaVu, 2014, ISBN 8897705456.

### Lingua friulana
- Alessandra Kersevan e Giancarlo Velliscig, Cjantis e rimarolis pai frutins, Udine, KappaVu, 1987, ISBN 8897705162.
- Alessandra Kersevan (a cura di), San Pieri e il Signor e altris contis dal bon acet. Racconti dell'accoglienza., Udine, KappaVu, 2005, ISBN 8889808543.

### Letteratura
- Alessandra Kersevan (a cura di), Intersezioni babeliche. Lingue dominanti e lingue dominate nella letteratura del '900, Udine, KappaVu, 2007, ISBN 8889808179.